# سمانه خوش‌قدم
سمانه خوش‌قدم (زاده ۱۲ فروردین ۱۳۶۲- شهر ری) کاراته‌کا و مربی اهل ایران است.وی بعنوان سرمربی تیم ملی کاراته بانوان ایران در المپیک ۲۰۲۰ توکیو حضور داشت.

## زندگی‌نامه
خوش قدم کاراته را از سن ۱۶ سالگی نزد اشرف امینی شروع کرد و طی سال‌های ۱۳۸۰-۱۳۹۱ چندین بار قهرمانی در مسابقات استان و کشوری را بدست آورد و در سال ۱۳۸۳ به عضویت تیم ملی کاراته بانوان ایران درآمد.
وی طی مدت ۸ سال حضورش در تیم ملی مدال‌های متعددی در مسابقات معتبر بین‌المللی و آسیایی برای کاراته کشورمان به ارمغان آورد و پس از موافقت فدراسیون جهانی با پوشش اسلامی بانوان مسلمان، در اولین حضور تیم ملی کاراته بانوان ایران در مسابقات آسیایی چین در سال ۱۳۹۰ موفق شد مدال برنز کومیته تیمی را بدست آورد و جزو اولین مدال آوران 
کاراته بانوان ایران قرار گرفت.
سمانه خوش قدم در سال ۱۳۹۱ با بدست آوردن مدال برنز کومیته تیمی در مسابقات ازبکستان از تیم ملی خداحافظی کرد و در همان سال به عنوان نائب رئیس بانوان هیئت کاراته استان تهران معرفی شد.

## تحصیلات
فارغ‌التحصیل مقطع کارشناسی ارشد رشته
تربیت بدنی گرایش آسیب‌شناسی و حرکات اصلاحی از دانشگاه آزاد اسلامی واحد کرج است.

## افتخارات
قهرمانانی از جمله حمیده عباسعلی ، طراوت خاکسار ، شبنم واحدی  و شقایق واحدی که از مدال آوران مسابقات آسیایی و جهانی هستند تربیت یافته مکتب او می باشند.
همچنین در سال ۱۳۹۲ با مربیگری وی تیم ملی کاراته بانوان در رده سنی بزرگسالان موفق شدند مدال طلای کومیته تیمی مسابقات کاراته قهرمانی آسیا در کشور امارات را کسب نمایند که تیم ایران در مجموع قهرمان مسابقات آسیایی شد.

## سوابق مربیگری
- سرمربی تیم ملی کاراته بانوان ایران در مسابقات المپیک ٢٠٢٠ ژاپن
- سرمربی تیم ملی کاراته بانوان در مسابقات گزینشی المپیک جوانان کرواسی ۲۰۱۸و کسب ۳ سهمیه توسط، فاطمه خنکدار مدال طلا وزن ۵۳- کیلوگرم، مبینا حیدری مدال نقره وزن ۵۹- کیلوگرم، نگین آلتونی مدال برنز وزن ۵۹+ کیلوگرم[۶].
- سرمربی تیم ملی جوانان کاراته بانوان در مسابقات بازی‌های المپیک تابستانی جوانان ۲۰۱۸ آرژانتین و کسب ۳ مدال توسط، فاطمه خنکدار مدال برنز وزن ۵۳- کیلوگرم، مبینا حیدری مدال برنز وزن ۵۹- کیلوگرم، نگین آلتونی مدال برنز وزن ۵۹+ کیلوگرم[۷]
- مربی تیم ملی کاراته بانوان رده سنی بزرگسال در سال‌های ۱۳۹۲ ، ۱۳۹۳ ، ۱۳۹۶ و ۱۳۹۸ .[۸][۹]
- سرمربی تیم ملی کاراته بانوان رده سنی امید در سال ۱۳۹۵ .[۱۰][۱۱][۱۲]

## عناوین قهرمانی
- مدال برنز - بزرگسالان (کومیته تیمی) - مسابقات قهرمانی آسیا (ازبکستان - ۱۳۹۱)
- مدال نقره - بزرگسالان (کومیته تیمی) - مسابقات قهرمانی جهان WSKF (ازبکستان - ۱۳۹۱)
- مدال برنز - مسابقات قهرمانی آسیا (چین - ۱۳۹۰)
- مدال طلا - بزرگسالان (کومیته تیمی) - مسابقات قهرمانی جهان WSKF (ژاپن - ۱۳۹۰)
- مدال نقره - بزرگسالان (کومیته انفرادی) - مسابقات قهرمانی جهان WSKF (ژاپن - ۱۳۹۰)
- مدال طلا - بزرگسالان (کومیته انفرادی) - مسابقات بین‌المللی کاپ ایران زمین (ایران - ۱۳۹۰)
- مدال طلا - بزرگسالان (کومیته انفرادی) - مسابقات بین‌المللی کاپ ایران زمین (ایران - ۱۳۸۹)
- مدال طلا - بزرگسالان (کومیته انفرادی -۵۵ کیلوگرم) - مسابقات بین‌المللی ترکیه (ترکیه - ۱۳۸۸)
- مدال نقره - بزرگسالان (کومیته انفرادی وزن آزاد) - مسابقات بین‌المللی ترکیه (ترکیه - ۱۳۸۸)
- مدال طلا - بزرگسالان (کومیته تیمی) - مسابقات قهرمانی آسیا WUKO (ّهندوستان- ۱۳۸۷)
- مدال نقره - بزرگسالان (کومیته انفرادی) - مسابقات قهرمانی آسیا WUKO (ّهندوستان- ۱۳۸۷)
- مدال نقره - بزرگسالان (کومیته انفرادی) - مسابقات بین‌المللی جام وحدت و دوستی (ایران - ۱۳۸۷)
- مدال برنز - بزرگسالان (کومیته انفرادی -۵۳ کیلوگرم) - مسابقات اوپن چام ZF (مجارستان - ۱۳۸۶)
- مدال نقره - بزرگسالان (کومیته تیمی) - مسابقات اوپن چام ZF (مجارستان - ۱۳۸۵)
- مدال برنز - بزرگسالان (کومیته انفرادی -۵۳ کیلوگرم) - مسابقات اوپن چام ZF (مجارستان - ۱۳۸۵)
- مدال طلا - بزرگسالان (کومیته انفرادی) - مسابقات کشورهای اسلامی (ایران - ۱۳۸۴)
- مدال نقره - بزرگسالان (کومیته انفرادی) - مسابقات جایزه بزرگ امارات (امارات - ۱۳۸۴)
- مدال طلا - بزرگسالان (کومیته تیمی) - مسابقات کاپ دریای سیاه (اکراین - ۱۳۸۳)
- مدال نقره - بزرگسالان (کومیته انفرادی) - مسابقات کاپ دریای سیاه (اکراین - ۱۳۸۳)
- مدال برنز- بزرگسالان (کومیته تیمی) - مسابقات بین‌المللی جام پایتخت‌ها (ایران - ۱۳۸۳)
- مدال برنز- بزرگسالان (کومیته انفرادی) - مسابقات بین‌المللی جام پایتخت‌ها (ایران - ۱۳۸۳)